# Нассау (объединённая община)
Нассау — объединённая община в районе Рейн-Лан земли Рейнланд-Пфальц в Германии. Образована в 1972 году в ходе реформы местного самоуправления земли Рейнланд-Пфальц. Управление находится в городе Нассау.

## Члены объединённой общины
| - Аттенхаузен - Гайзиг - Вайнер - Винден - Дессигхофен - Динеталь - Дорнхольцхаузен - Зеельбах - Зингхофен - Зульцбах | - Лольшид - Миссельберг - Нассау - Обервис - Обернхоф - Поль - Хёмберг - Циммершид - Швайгхаузен |

## Совет объединённой общины
Совет объединённой общины Нассау состоит из 28 избираемых членов и бургомистра, работающего на штатной основе в качестве председателя. 
Распределение мест в Совете по итогам муниципальных выборов 7 июня 2009 года: СДПГ - 8, ХДС - 9, Партия зелёных - 1, самовыдвиженцы - 10.